# アフメト・ビュレント・メリチ
アフメト・ビュレント・メリチ（トルコ語: Ahmet Bülent Meriç、1957年2月22日 - ）は、トルコの外交官。アンカラ出身。
1978年、アンカラ大学政治学部国際関係学科を卒業。1980年に財務省へ入省し、1981年1月に外務省へ転省。様々な職務を遂行した後、2007年から2009年にかけて駐シンガポール大使、2009年から2011年にかけて駐ウクライナ大使。2011年から2014年にかけて、外務省国際安全保障局長。2014年4月16日より駐日大使。
配偶者は、日本生まれでトルコ国籍の市民アイリン・クミコ。